# Danmarks ambassade i Cairo
Danmarks ambassade i Cairo er Danmarks officielle repræsentation i Egypten. Ambassaden blev etableret i 1954, og har siden da arbejdet for at fremme og styrke det politiske, økonomiske og kulturelle samarbejde mellem Danmark og Egypten.
Ambassadens opgaver inkluderer at varetage danske borgeres interesser og rettigheder i Egypten, samt at arbejde for at styrke det danske erhvervslivs interesser i landet. Ambassaden arbejder også for at fremme dansk kultur og samarbejde på områder som uddannelse og forskning.
Ambassaden har et tæt samarbejde med de danske myndigheder, herunder Udenrigsministeriet og andre danske ambassader og konsulater i regionen.

## Historie
Den danske ambassade i Cairo blev etableret i 1954, og har siden da spillet en vigtig rolle i at fremme og styrke det politiske, økonomiske og kulturelle samarbejde mellem Danmark og Egypten.
I begyndelsen var ambassaden placeret i et privat hjem i bydelen Zamalek i Cairo, men i 1976 blev den nuværende ambassadebygning i samme område indviet.
I 2011 blev ambassaden midlertidigt lukket på grund af urolighederne i Egypten under Det Arabiske Forår. Ambassaden genåbnede i juli 2013, og siden da har den fortsat arbejdet for at fremme det danske-egyptiske samarbejde.